# RD-171M
RD-171М je raketový motor na kapalné pohonné látky, vyvinutý NPO Energomaš. Představuje modifikaci motoru RD-171. Ve srovnání s RD-171 byl zvýšen tah motoru o 5 %, byla vylepšena jednotka přívodu paliva (zejména turbočerpadlo) a regulační systém (nejsou použity škrtící kroužky okysličovadla, čímž se výrazně zjednodušila konstrukce motoru, snížila hmotnost a zlepšila spolehlivost). Směšovací hlavy jsou vyrobeny svařováním, na rozdíl od přírubových spojů na motorech RD-170 a RD-171 (což je spojeno s pozitivními statistikami práce generátoru plynů, v RD-170/RD-171 zamýšlené pro možnost rychlé výměny hlav po technologických testech). Používal se v prvním stupni nosných raket Zenit-3.
- 20. června 2017 generální ředitel RKK „Eněrgia“ Vladimir Solncev uvedl, že pro modernizaci RD-171 je nutné snížit hmotnost motoru, vylepšit pohon na modernější (ve smyslu snížení ceny a zvýšení tahu), a pravděpodobně také změnit pneumohydraulické systémy a senzory zařízení. Toto, po přepracování původního motoru, bude trvat asi tři roky, při nízkých finančních a lidských nákladech.[2].

- 19. července 2017 generální ředitel HPO „Energomaš“ Igor Arbuzov řekl, že první motor RD-171МV, který bude použit jako motor prvního stupně pro nosnou raketu Irtyš (dříve Sojuz 5), bude dodán zákazníkovi (Roskosmosu) roku 2021, a jeho letové zkoušky by měly začít v roce 2022.[3].

- 8. srpna roku 2017 generální ředitel NPO „Energomaš“ Igor Arbuzov uvedl médiím, že podnik do konce roku 2019 investuje téměř 7 miliard rublů do přípravy výroby motorů RD-171МV pro nosič Irtyš (Sojuz 5). Rekonstrukce podniku a příprava na zahájení sériové výroby nových motorů začne v roce 2017[4].